# Zhuchengceratops
Zhuchengceratops ("rohatá tvář z Ču-čchengu") byl menší rohatý dinosaurus z čeledi Leptoceratopsidae. Žil v období svrchní křídy (stupeň maastricht) na území dnešní Číny (Kugou).

## Historie a popis
Fosilie tohoto býložravého ptakopánvého dinosaura byly objeveny v sedimentech skupiny Wang-ši (souvrství Sin-ke-čuang). Typový druh Z. inexpectus byl popsán kolektivem paleontologů v roce 2010. Dosahoval délky kolem 2,5 metru a hmotnosti asi 175 kilogramů. Byl o trochu větším příbuzným známějšího rodu Leptoceratops.

## Paleoekologie
Nebezpečným predátorem pro tohoto rohatého dinosaura mohl být například obří tyranosaurid druhu Zhuchengtyrannus magnus, obývající stejné ekosystémy.